# 无限飞行III
《无限飞行III》是望远镜工作室开发、艺电1999年发行的飞行模拟器电子游戏，玩家模拟操纵华盛顿州西雅圖及其周边的现实世界商用和民用航班，既能自由飞行，也能“挑战”特殊任务，如阻止盗窃或寻找大腳怪等。开发组以《无限飞行II》的通用航空游戏玩法为基础，提供更多物理细节、地形、飞机，并加入实时天气系统。《无限飞行II》开发组约半数人马回归制作《无限飞行III》，另聘新人协助。
主设计师彼得·詹姆斯声称艺电和望远镜工作室对本作兴趣缺缺，导致游戏开发困难重重。《无限飞行III》直接与《微软模拟飞行2000》和《飞行！》竞争，但未能取得足够市場佔有率，1999年在美国仅售出约两万份，是望远镜工作室的重大商业败笔，致使公司在2000年倒闭。《无限飞行III》获评论界普遍好评，地形渲染和动态天气设定尤得赞誉。评论文章称赞游戏的模拟物理设定，但也批评作品的系统需求实在太高，物理设定还不够精确。

## 游戏玩法

玩家驾驶比奇飞机公司的男爵58型飞机采用目视导航飞越瑞尼爾山

《无限飞行III》是三维飞行模拟电子游戏，玩家驾驶的虚拟飞机源自现实生活中的真实型号，共有十种飞机可选，除《无限飞行II》已有的五款外，另外五种分别是莱克叛逆者（Lake Renegade）、斯泰默S10（Stemme S10）、穆尼M20（Mooney M20）、福克Dr.I战斗机和豪客400（Hawker 400）。飞机座舱有垂直速度表、主飞行显示器等模拟飛行儀表，既能目视、也能仪器导航。游戏主空域模拟西雅图地形，约为2.59万平方公里，还有另外八个美国西部州的模拟地形可选，但精细程度不及西雅图。玩家还能导入《无限飞行II》中加利福尼亚州的风景数据，扩大游戏空域。玩家与人工智能控制的飞机共享空域，航空交通管制监控玩家操作，防止空中相撞。玩家能在游戏开始前选择天气，冷锋、雷暴等天气实时生成。
游戏默认采用“快速飞行”模式，玩家还能选择教程或“挑战”任务。教程模式共有26节，演示基本和高级飞行技巧并由玩家试验操作。挑战任务检验玩家的驾驶功底，任务目标如寻找大腳怪、营救遇困游客、阻止盗窃案，以及从大圈中间飞过。游戏默认共有11个挑战任务，玩家还能自行制作或从网上下载任务。《无限飞行III》包含开发游戏使用的关卡编辑器，玩家可利用游戏模型设计机场、人工智能飞行路线，还能编辑风景。此外，玩家还能在网上分享创作成果。

## 开发
1997年《无限飞行II》面世后，部分开发组成员希望继续研发《无限飞行III》，但也有人想制作空战模拟游戏《飞行战斗》（Flight Combat）。望远镜工作室（Looking Glass Studios）决定同时开发两个游戏，原有团队分为两组并招新人协助。公司接下来向消费者抽样调查，确定《无限飞行III》的地点等内容。1998年5月，艺电确认负责《无限飞行III》、《网络奇兵2》（System Shock 2）等游戏和推广的销售。望远镜工作室希望以《无限飞行II》为基础打造续作，项目负责人汤姆·斯佩里（Tom Sperry）自称要为玩家提供“最真实环境中飞行的愉悦和感觉”。1998年8月，望远镜工作室在大会上首度展示《无限飞行III》，并宣布根据玩家要求将游戏中的主场定在西雅图及周边，普吉特海湾多变的天气和地形也是选择这里的重要原因。工作室还表示，游戏中很可能增加新机型，地面有活动物体，还打算加入实时并符合物理特征的天气系统。
曾参与创作《无限飞行II》的前飞行教练彼得·詹姆斯（Peter James）担任新续作主设计师，主要负责《无限飞行III》的教程、飞机和模拟飛行儀表。詹姆斯认为，其他飞行模拟器在真实程度上尚有欠缺，希望给予玩家更准确的体验。开发组拍摄各种飞机的真实照片，前莎草纸设计集团（Papyrus Design Group）汽车建模师邓肯·徐（Duncan Hsu）带队创作飞机三维模型。凯文·瓦瑟曼（Kevin Wasserman）编码飞行物理系统，其中涉及实时力学向量计算，例如飞机偏航、俯仰和横滚时的力学向量。《无限飞行II》也有力学向量计算系统，但不及新作先进。飞行物理编码以“真实飞机数据”和飞行员亲身体验为依据，游戏中涉及的每种飞机都经过试飞获取研究资料。飞行员批评过去《无限飞行》系统游戏的座舱太虚假，开发组吸取教训，力争让新作座舱尽量真实。凯末尔·阿马拉辛汉姆（Kemal Amarasingham）录制各机型的音效，自称曾“冒生命危险”站在喷气发动机和机翼附近。

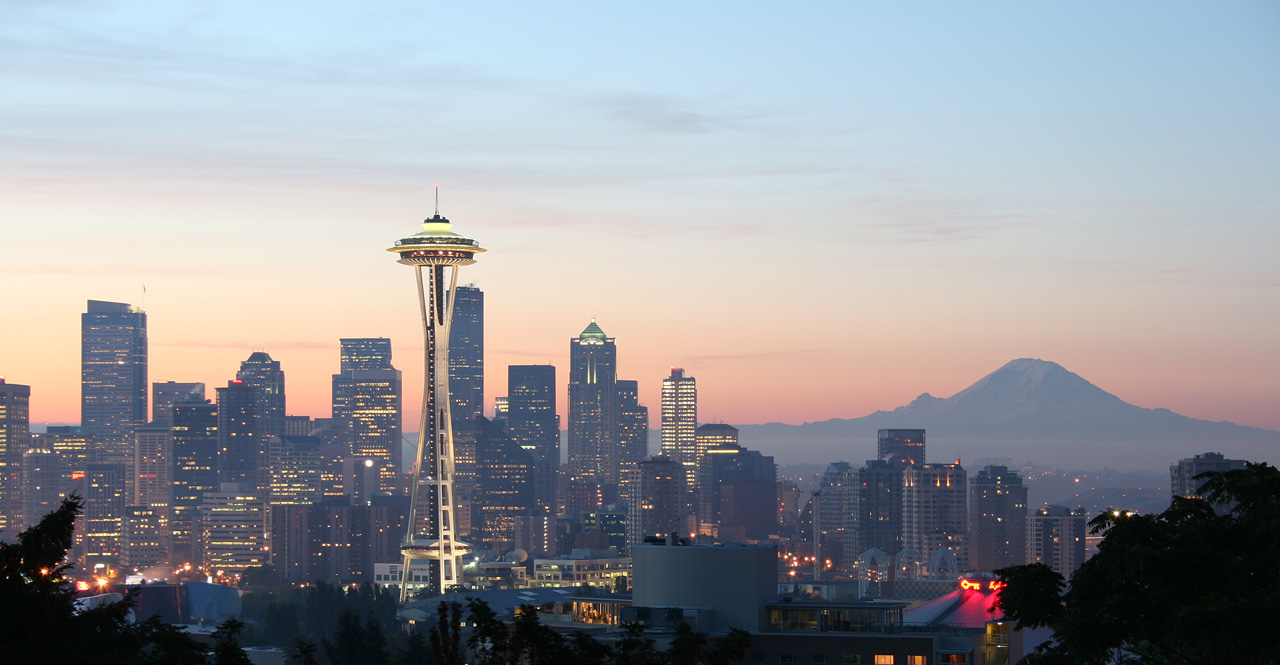
西雅圖入选《无限飞行III》主场的重要原因是这里天气和景观多变

游戏的地形材质贴图是用卫星影像渲染，每像素代表四平方米，创下飞行模拟器最高分辨率的新纪录。凯伦·沃尔夫（Karen Wolff）将大型地形图拼接组合，重建西雅图地区地形，在由此形成的多边形网格上覆盖卫星图层。除西雅图地区外，游戏还包含八个美国西部州的地形，同样采用真实海拔数据但分辨率不及主场。玩家希望游戏包含全美地形，但受预算和CD-ROM格式容量限制无法实现。地面移动的三维物体是卓佑善（Yoosun Cho）设计，从摄影书籍获取创作灵感。她利用游戏的对象编辑器，令物体沿路线来回移动或循环往复。詹姆斯等人共同设计天气系统，计算湿度、山岳推力等实体大气数据来生成、移动和扩散锋。

### 管理和发行前几个月
为报导《无限飞行III》开发过程，新闻工作者丹·林顿（Dan Linton）造访望远镜工作室，对斯佩里、制作人桑德拉·史密斯（Sandra Smith）、营销副总裁迈克尔·马里佐拉（Michael Malizola）的团队管理手法颇感佩服。林顿的报导声称，面对团队，斯佩里等人总是“建议和鼓励”，而非“发号施令”，在他看来，这正是《无限飞行III》“树立业界新标准”的重要原因。詹姆斯事后表示，望远镜工作室当时最畅销的作品是《神偷：暗黑计划》这类动作导向游戏，所以《无限飞行III》开发期间公司管理层整体态度冷淡。他还称，开发组本来非常积极乐观，但管理层的态度导致他们“情绪低落，有时甚至感到愤怒”。詹姆斯、史密斯和斯佩里曾向公司高管呈请制订计划，增设附加组件及第三方开发，但詹姆斯认为公司根本没有理睬。他利用闲暇时间设计续作构想，但公司决定除非《无限飞行III》销量超过《微软模拟飞行2000》才会开发《无限飞行IV》，落实詹姆斯的构想。詹姆斯觉得艺电对《无限飞行III》的市场宣传不力，公司的要求根本不切实际。他还称，《无限飞行III》空有了不起的销售计划，但束手束脚之下根本无从发挥。
游戏官方网站在1999年3月开放。同年五月，《无限飞行III》与《飞行战斗：欧洲雷霆》（Flight Combat: Thunder Over Europe）在E3电子娱乐展展出。IGN刊登塔尔·布列文（Tal Blevins）的文章，自称年初就看到游戏进入实时天气系统的最后开发阶段，如今可谓千呼万唤始出来。《全力》杂志称赞游戏中的云层质感出众，抬头显示器画面流畅。“MicroWINGS”称赞游戏采用的16位增强色和高分辨率地形贴图。1999年7月，《无限飞行III》又在奥什科什航空展览会展出，詹姆斯称此时游戏已经“完成90%”，版本测试即将结束，还称公众反响热烈，团队得到短时间的激励。《无限飞行III》八月推出完成版，落后计划九个月。据詹姆斯回忆，开发组举办小型晚宴庆祝，“此后几天大家就在看会有多少人辞职”。詹姆斯本人也在游戏完成后离开望远镜工作室，加入致力飞行模拟器新闻和评论的网站。《无限飞行III》于1999年9月17日发行。

## 反响
《无限飞行III》直接与《微软模拟飞行2000》和《飞行！》（Fly!）等飞行模拟器竞争，但未能取得足够市場佔有率，是望远镜工作室的重大商业败笔，1999年在美国仅售出约两万份。游戏获娛樂和休閒軟件發行商組織销售银奖，表明在英国至少卖出十万份。望远镜工作室前些年的游戏《英国高尔夫球公开赛》（British Open Championship Golf）和《新地球：半人马座攻击队》（Terra Nova: Strike Force Centauri）销售惨淡，《神偷：暗黑计划》和《网络奇兵2》的收益又基本用于《无限飞行III》与《飞行战斗》开发，新作滞销导致公司陷入财政困境，最终在2000年5月破产。不过，《无限飞行III》获评论界普遍好评，GameRankings的综合评分为88.5%。
乔什·诺兰（Josh Nolan）在《電腦遊戲世界》发文，称赞《无限飞行III》“以玩家体验为导向，画面精美，易于上手，玩起来乐趣十足”。他认可游戏的目视效果和航空交通管制功能，觉得教程、界面和飞行物理功能不及《微软模拟飞行2000》细致、复杂。《电脑游戏世界》后来还提名《无限飞行III》为1999年度模拟游戏。《电脑游戏杂志》（Computer Games Magazine）的丹尼·阿特金（Denny Atkin）指出，《无限飞行III》采用湍流就令游戏从市场竞争中脱颖而出，对空中交通的模拟更是“无与伦比”。他赞扬游戏画面和动态天气系统，飞行物理功能整体而言真实可信，只不过特技飞行操作“太显温柔”。在他看来，《无限飞行III》“已经超出优异通用飞行模拟的范畴……是非常优秀的游戏”。《PC Gamer UK》刊登迪恩·埃文斯（Dean Evans）的文章，称赞游戏“宏伟而富诗意”，与前作相比对细节的注重令人惊叹。他认可游戏中的飞行课程和天气系统，画面品质“精美得令人难以置信”，堪称“个人计算机用户最惊心动魄的飞行体验”。
《PC Zone》的西蒙·布拉德利（Simon Bradley）声称，《微软模拟战斗机》（Microsoft Combat Flight Simulator）做梦都赶不上《无限飞行III》的游戏氛围，称赞本作的画面、飞行物理和精细的飞行环境。但他批评游戏的系统需求太高，老旧电脑上运行的帧率慢到根本没法飞。托尼·洛佩兹（Tony Lopez）在GameSpot发文，称赞游戏中模拟的环境实在令人惊叹不已，海拔高度呈现比《飞行！》和《微软模拟飞行》都要流畅。他还称，游戏的飞行物理与天气模拟功能比其他飞行模拟器都要出色，关卡编辑器“操作简便、功能强大”，有助于推动游戏普及。IGN的马克·萨尔茨曼（Marc Saltzman）指出，游戏无论各海拔高度的地形、逼真的天气和灯光效果，以及细致入微的飞机都令人叹服，飞行物理非常精确，但帧率明显要比竞争对手慢得多。